# East West Bank Classic 1984
L'East West Bank Classic 1984 è stato un torneo di tennis giocato sul cemento.
È stata l'11ª edizione del torneo, che fa parte del Virginia Slims World Championship Series 1984.
Si è giocato a Los Angeles negli Stati Uniti, dal 1° al 7 ottobre 1984.

## Campionesse

### Singolare
Chris Evert ha battuto in finale  Wendy Turnbull con il punteggio di 6–2, 6–3

### Doppio
Chris Evert Lloyd /  Wendy Turnbull hanno battuto in finale  Bettina Bunge /  Eva Pfaff con il punteggio di 6–2, 6–4